# راندي هيلير
راندي هيلير هو لاعب هوكي الجليد كندي، ولد في 30 مارس 1960 في تورونتو في كندا.

## وصلات خارجية
- راندي هيلير على موقع دوري الهوكي الوطني (الإنجليزية)
- راندي هيلير على موقع قاعة مشاهير الهوكي (لاعب أن.إتش.أل) (الإنجليزية)
- راندي هيلير على موقع EliteProspects.com (الإنجليزية)
- راندي هيلير على موقع HockeyDB.com (الإنجليزية)
- راندي هيلير على موقع Hockey-Reference.com (الإنجليزية)